# Kabaya (azienda)
Kabaya Foods Corporation (カバヤ食品?, Kabaya Shokuhin Kabushiki-gaisha) è un'azienda dolciaria fondata a Tokyo nel 1946.